# Largo do Chiado
O Largo do Chiado fica situado nas freguesias de Santa Maria Maior e Misericórdia, em Lisboa.

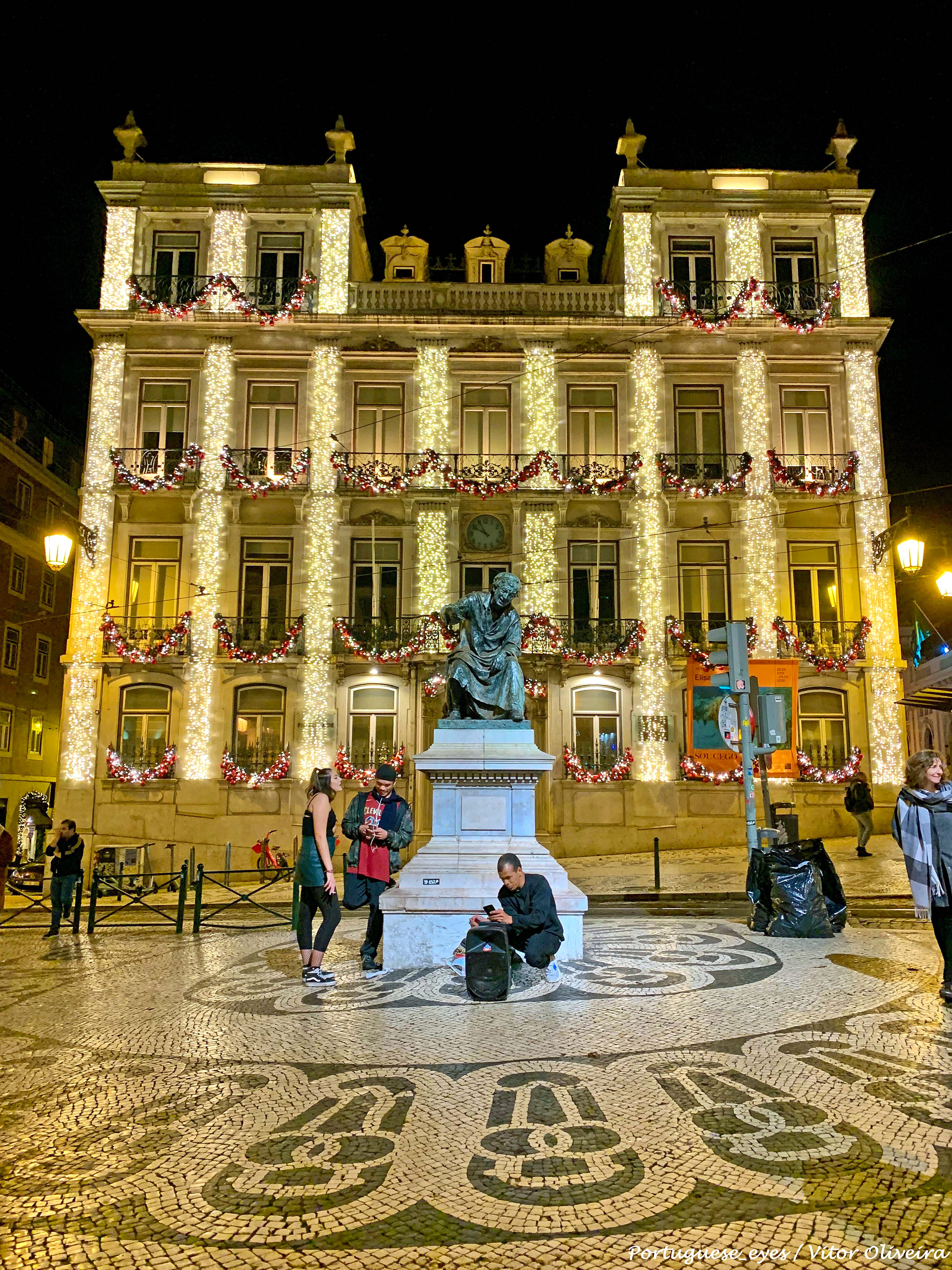
Em 2019.

No extremo poente do largo ergueram-se as torres das antigas Portas de Santa Catarina da cerca fernandina de Lisboa, construídas entre 1373 e 1375 e demolidas no início do século XVIII. O local que foi das torres da muralha é hoje ocupado pelas igrejas do Loreto e da Encarnação.

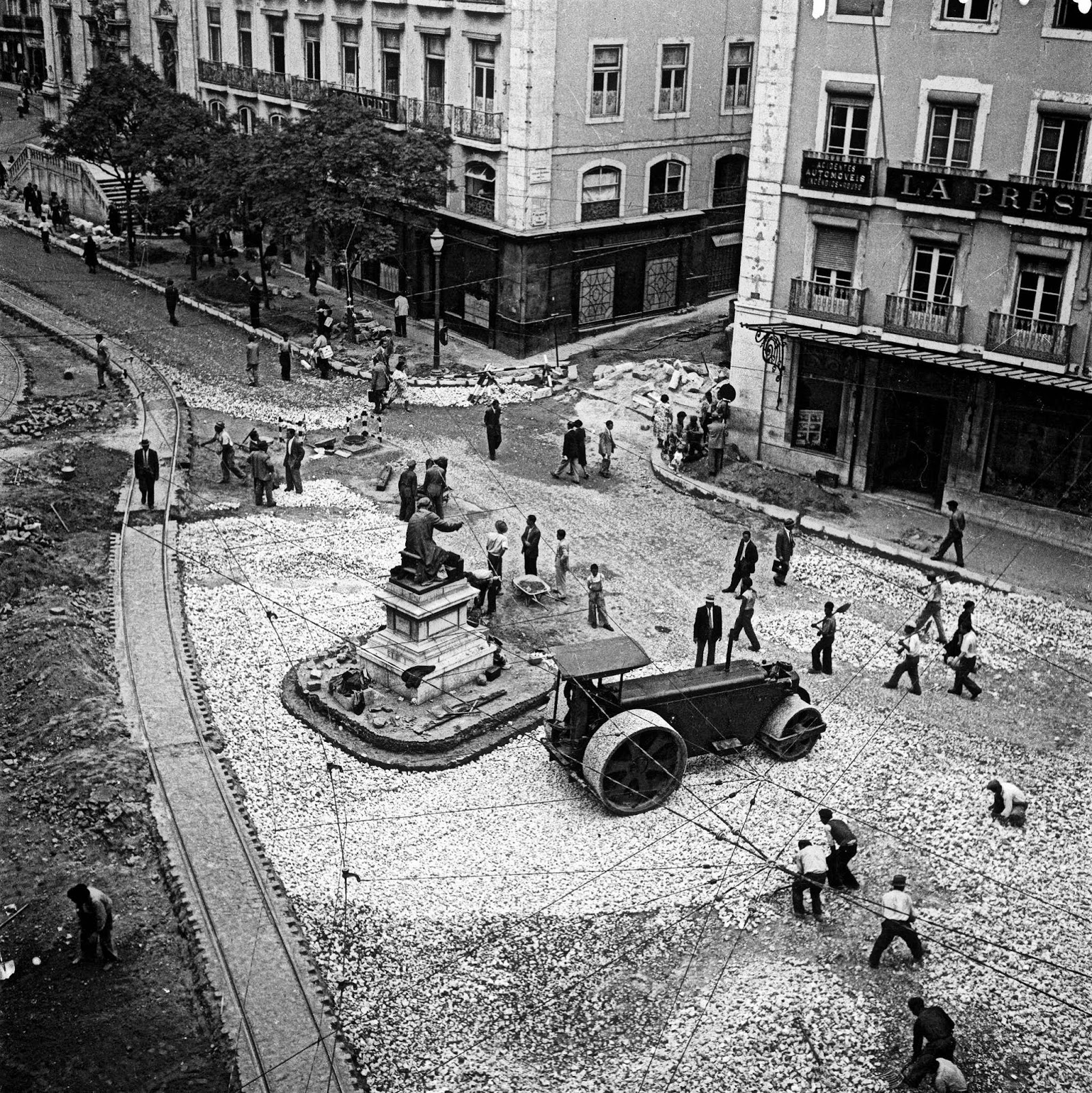
Em 1953.

No extremo nascente do largo, ergue-se desde 1929 uma estátua do poeta António Ribeiro, que ficou conhecido como «Chiado» por frequentar a zona. De 1771 a 1853 existiu no mesmo local o Chafariz do Loreto, abastecido pelo Aqueduto das Águas Livres através da Galeria do Loreto. A estátua de Neptuno que encimava o chafariz encontra-se hoje no centro da fonte do Largo de Dona Estefânia.